# Diaphantania
Diaphantania és un gènere d'arnes de la família Crambidae.

## Taxonomia
- Diaphantania candacalis (C. Felder, R. Felder & Rogenhofer, 1875)
- Diaphantania ceresalis (Walker, 1859)
- Diaphantania impulsalis (Herrich-Schäffer, 1871)